# Opius orestes
Opius orestes är en stekelart som beskrevs av Fischer 1969. Opius orestes ingår i släktet Opius och familjen bracksteklar. Inga underarter finns listade i Catalogue of Life.